# Comitatul Carteret, Carolina de Nord
Comitatul Carteret este unul din cele 100 de comitate ale statului  Carolina de Nord,  Statele Unite ale Americii.